# Diomedea milleri
Diomedea milleri é uma ave extinta, da família dos albatrozes cujo holótipo fóssil foi recolhido em Sharktooth Hill, nos Estados Unidos da América.